# Magnavox

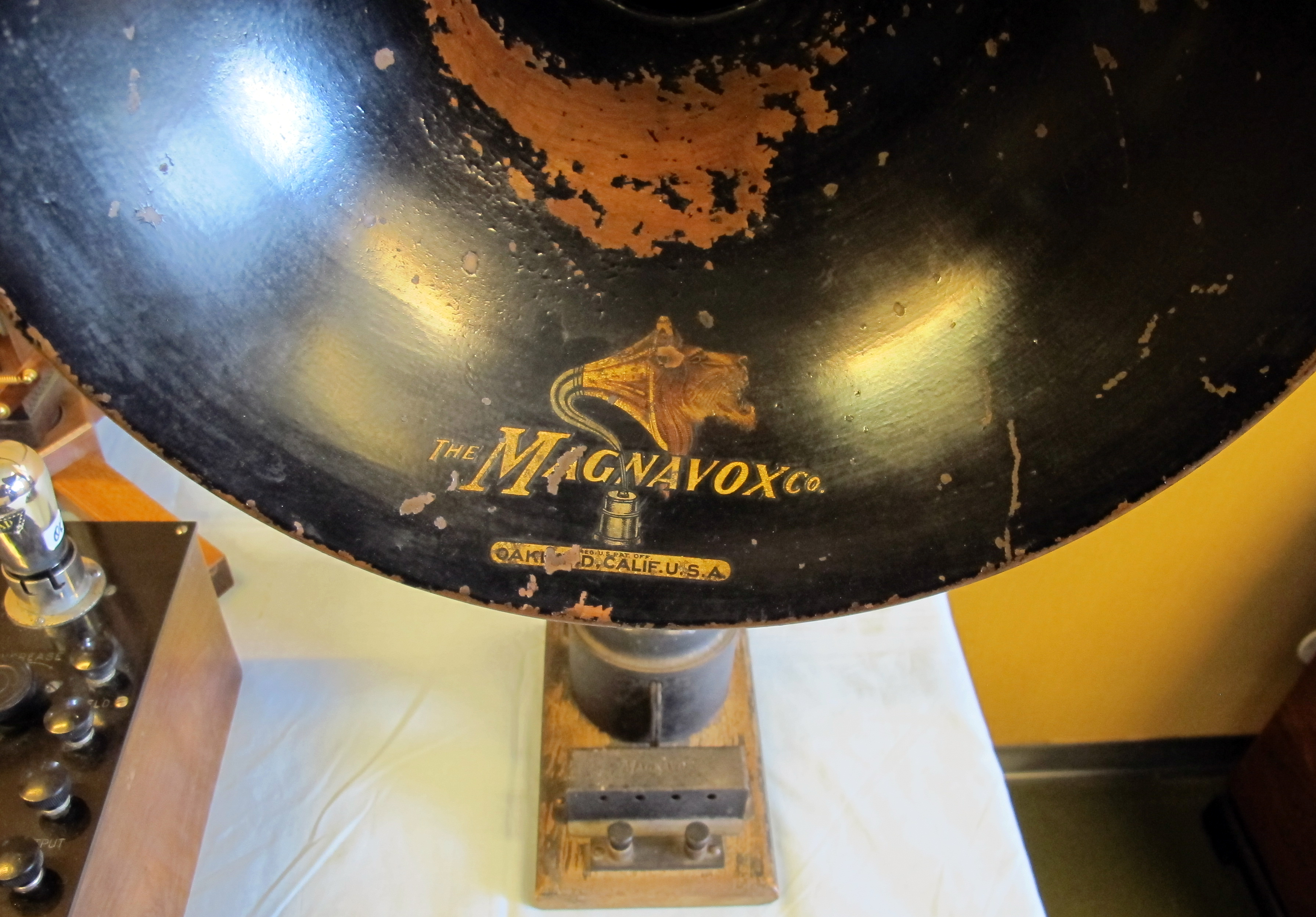
Magnavox

Magnavox (latin: "hög röst") är ett elektronikföretag och sen 1974 en del av konsumentelektronikföretaget Philips. Företaget startade 1972 sin spelverksamhet med den första spelkonsolen Magnavox Odyssey, konstruerad av Ralph Baer.

### Fotnoter
1. ↑  hämtat från: franskspråkiga Wikipedia.[källa från Wikidata]
2. ↑  hämtat från: engelskspråkiga Wikipedia.[källa från Wikidata]
3. ↑  ”Magnavox Odyssey” (på engelska). IGN. http://www.ign.com/lists/top-25-consoles/25. Läst 24 maj 2017.